# Rovegno
Rovegno – miejscowość i gmina we Włoszech, w regionie Liguria, w prowincji Genua.
Według danych na rok 2004 gminę zamieszkiwało 558 osób, 12,4 os./km².